# Julius Curtius
Julius Curtius (født 7. februar 1877, død 10. november 1948) var en tysk politiker.
Curtius var uddannet jurist. Efter studier i Kiel, Strassburg og Bonn deltog han som kaptajn i 1. verdenskrig.
I blev 1920 han medlem af Rigsdagen som repræsentant før Deutsche Volkspartei. I Hans Luthers anden regering blev han den 20. januar 1926 økonomiminister. Han fortsatte på denne post også i Wilhelm Marx' 3. og 4. regering samt i Hermann Müllers anden regering. Ved Gustav Stresemanns død i 1929 blev Curtius i oktober dennes efterfølger som udenrigsminister. 
Curtius var ved krisen i Wilhelm Marx' regering i december 1926 - januar 1927 tiltænkt posten som rigskansler, men det lykkedes ham ikke at få tilstrækkelig støtte til sin politik. 
Curtius var også aktiv som politisk journalist.